# 天国へのカレンダー
『天国へのカレンダー 〜A calendar to heaven〜』（てんごくへのカレンダー）は、フジテレビと関西テレビの共同制作により、2005年5月20日にフジテレビ系列(FNS)「金曜エンタテイメント」で放送された、実話を元にした単発のテレビドラマ。
日本で数少ないガン看護のスペシャリストといわれ、2004年に自らガンに倒れた実在の看護師・石橋美和子をモデルに描いたヒューマンドラマである。

## あらすじ
桜が舞う4月、颯爽とした感じの看護師・吉岡由希子が成慈総合病院に新しくやってきた。ガン看護専門に務める彼女は、ある光景を目にする。一人の少女・橋本千尋が白血病で間もないことを知らされ病院の屋上から飛び降りると言うのだ。しかし、そんな彼女を必死で止めたのはあの看護師・吉岡由希子であった。死んでも、家族が悲しむだけだよと千尋を説得させ、自殺を止めさせた。このことがキッカケとなり看護師と少女の交流関係が始まった。
そんな中、望月隼人は担当していたガンの少年が死亡したのを機に、自分の父親・望月洋一に病院を辞めたいと告げると、逆にこの患者を見送ってから辞めろといわれる。そのカルテに書いてあった名前は、三村幸子。そんな時、由希子の体に異変が現れる。隼人が、三村幸子に会いにいくため病室に入ると、そこには由希子の姿があった。愕然とする隼人に由希子は、私が、三村幸子なのと告げる。そして、ガンの闘病生活の戦いが始まった。

## キャスト
- 吉岡由希子（よしおか ゆきこ）（ガン看護専門看護師）：藤原紀香
- 望月隼人（もちづき はやと）（ガン病棟外科医）：玉木宏
- 安西恵理（あんざい えり）（ガン病棟看護師）：木村多江
- 橋本千尋（はしもと ちひろ）（白血病患者）：香椎由宇
- 高木哲夫（たかぎ てつお）（スキルス性胃がん患者）：渡辺いっけい
- 高木ゆかり（たかぎ ゆかり）（高木哲夫の娘）：戸田恵梨香
- 望月洋一（もちづき よういち）（成慈総合病院院長）：竜雷太
- 島田靖子（しまだ やすこ）（ガン病棟師長）：高橋惠子

## スタッフ
- 脚本：浅野有生子
- プロデューサー：平部隆明
- 監督：唐木希浩
- 音楽：窪田ミナ
- 制作：フジテレビ、関西テレビ、ホリプロ